# Indravarman VI
Indravarman VI:238–239 (Phạn văn: इन्द्रवर्मन्, chữ Hán: 巴的吏 / Ba Đích Lại, 占巴的賴 / Chiêm Ba Đích Lại, phiên âm Zhan-ba Di-lai, Champathirat;? - 1441) là quốc vương Champa, trị vì trong giai đoạn 1400 - 1441.

## Tiểu sử
Indravarman VI vốn là trưởng nam của tiên vương Simhavarman VI. Ông có tước hiệu trước khi đăng cơ là Virabhadravarman.

### Chiến tranh với nhà Hồ
Bài chi tiết: Chiến tranh Việt – Chiêm (1400–1407)
Ngay năm trị vì đầu tiên của Indravarman VI, hoàng đế Bắc triều Hồ Quý Ly đã phái quân chinh phạt Champa nhằm trả thù cho những cuộc chiến trước đó. Các lãnh thổ Chiêm Động (nay là Thăng Bình, Quảng Nam, hay bắc Amavarati), Cổ Lũy (nay là Tư Nghĩa (Quảng Ngãi), Bạt Đạt Gia, Hắc Bạch (nam Quảng Ngãi, bắc Bình Định) và Sa Lý Nha (tức Sa Huỳnh) lần lượt bị sáp nhập từ 1400 đến 1403. Toàn bộ đất đai tại Indrapura và Amaravati (Quảng Bình, Quảng Trị, Thừa Thiên, Quảng Nam và Quảng Ngãi) cũng rơi vào tay Đại Ngu.

### Thần phục với nhà Minh
Ngày 22 tháng 7 năm Vĩnh Lạc nguyên niên (ngày 1 tháng 9 năm 1403 dương lịch), sứ đoàn của vua Chiêm Thành là Chiêm Ba Đích Lại (占巴的賴) sang nhà Minh triều cống và tố cáo rằng nước mình giáp ranh với nước An Nam (安南). Nhiều lần bị xâm lược, xin ban chiếu chỉ răn bảo.
Ngày 25-2-1404, nhà Minh truyền chiếu sang cho Chiêm Thành biết đã răn đe An Nam. Ngày 5 tháng 9, sứ đoàn Chiêm Thành lại tâu với nhà Minh việc bị Hồ Nguyên Trừng dùng thủy binh tấn công, bắt giao vương miện và thần phục An Nam, chiếm xứ Sa Ly Nha (沙離牙). Vua Chu Đệ nổi giận, lệnh cho bộ Lễ gửi thư khiển trách An Nam.

Ngày 25-9-1406, Chiêm Thành lại tố cáo lên nhà Minh việc bọn Lê tặc (黎賊 tức nhà Hồ) chiếm đất bắt người, cầu xin nhà Minh mang quân đánh An Nam. Thời gian này xảy ra sự kiện nhà Hồ bắt và giết Trần Thiên Bình. Nhà Minh vô cùng tức giận, hạ chiếu tiến đánh An Nam và báo cho Chiêm Thành phối hợp:
Sai nội quan Mã Bân (馬彬) cùng đoàn mang chiếu dụ phong vương nước Chiêm Thành là Chiêm Ba Địch Lại (占巴的賴) rằng:
“Ngươi sai cháu là Bộ Pha Lượng (部坡亮), Vi Giao Lan (微郊蘭), Đắc Thắng (得勝), Na Mạt (那抹) v.v. đến triều cống sản vật, lại tâu rằng giặc Lê nước An Nam xâm chiếm biên giới, bắt người cướp súc vật, tàn bạo không ngừng, xin binh đánh dẹp.
Trẫm xét giặc Lê nhiều lần giết vua, cướp ngôi, xưng đế, đổi niên hiệu, làm hại dân chúng, cả nước oán hận. Cháu của cựu vương là Trần Thiên Bình (陳天平) bị chúng bức hại, phải chạy về triều đình xin thần phục. Giặc Lê lại xin đón về nước, nói sẽ phụng sự như quân vương. Trẫm lấy lòng thành không nghi ngờ, sai người đưa về, nhưng giữa đường lại phục kích giết chết, chống lại mệnh trời, tội ác ngập trời, không thể dung tha.
Nay đã lệnh cho Tổng binh, Chinh Di tướng quân, Thành Quốc công Chu Năng (朱能) đem đại quân đi đánh, quyết tiêu diệt để yên lòng dân Lê. Ngươi nên chỉnh đốn binh mã nơi biên giới, canh giữ các yếu lộ. Những người An Nam trước kia đã ở Chiêm Thành thì không truy xét, nhưng từ nay ai trốn đến thì không được che giấu. Nếu bắt được cha con giặc Lê cùng bè đảng, lập tức giải về kinh sư, sẽ được trọng thưởng.

Ban cho ngươi ấn bạc mạ vàng, mũ sa, đai vàng, 100 lượng vàng, 500 lượng bạc trắng, hai bộ áo gấm dệt kim, cùng các vật phẩm như gấm vóc, lụa là.”
Chỉ khi nhà Hồ bị dẹp và nước Đại Ngu bị nhà Minh đô hộ, từ 1407 đến 1427, Chiêm Thành mới phục hồi lại sức mạnh quân sự và lấy lại được những vùng đất đã mất dưới tay nhà Hồ.
Ngày 19-9-1407, Chiêm Thành báo với nhà Minh việc đã chiếm lại đất đai từ An Nam và bắt các tù binh nhà Hồ là Hồ Liệt (胡烈) và Phan Ma Na (潘麻那). Sau đó, Chiêm Ba Đích Lại còn sai cháu là Xá Dương Cai (舍楊該) đi sứ nhà Minh và được hậu đãi do đã tiếp tay quân Minh đánh An Nam.

Theo sách Thù vực chu tư lục:
Năm thứ 7 (1409), triều đình sai nội quan Trịnh Hòa (鄭和) cùng đoàn đến ban thưởng cho nước này. Trịnh Hòa chỉ huy hơn 27.000 binh lính, đi trên 48 chiếc thuyền biển. Mùa thu tháng 9 năm ấy, xuất phát từ cảng Lưu Gia, Thái Thương, đến tháng 10 thì dừng tại cảng Thái Bình, Trường Lạc, Phúc Kiến. Tháng 12, ra khơi từ Ngũ Hổ. Giương 12 cánh buồm, thuận gió đi suốt 10 ngày đêm, đến nước Chiêm Thành. Nước này nằm ven biển, có cảng gọi là Tân Châu, phía tây giáp Giao Chỉ (交趾), phía bắc nối đất Trung Quốc. Khi thuyền đến nơi, thủ lĩnh đội mũ vàng ba tầng, mặc khăn hoa gấm, tay chân đeo vòng vàng, đi giày đồi mồi, thắt lưng bằng đai tám bảo, dáng như tượng Kim Cương. Cưỡi voi, trước sau có hơn 500 binh lính hộ tống. Người thì cầm giáo ngắn, người thì múa khiên da, đánh trống, thổi ống dừa. Các viên chỉ huy đều cưỡi ngựa, ra ngoại thành nghênh tiếp chiếu thư. Xuống voi, quỳ gối bò lạy tỏ lòng cảm ơn. Năm thứ 8 (1410), vua Chiêm Thành (占城) lại sai sứ là Tế Tiêu (濟標) cùng đoàn mang voi và các đồ vật bằng vàng bạc sang triều cống. Triều đình ban chiếu cho Mã Tân (馬彬) cùng đoàn đưa Tế Tiêu về nước, đồng thời mang chiếu thư và tiền giấy văn tệ ban thưởng. 

### Mở rộng ảnh hưởng trong khu vực
Sau khi thần phục nhà Minh ở phía Bắc (tức Giao Chỉ đô chỉ huy sứ ty), Indravarman VI mang quân xuống tấn công vương quốc Chân Lạp phía nam. Quân Chăm chiếm được nhiều vùng đất lớn dọc sông Đồng Nai và trên đồng bằng sông Cửu Long. Vua Chau Ponea Yat của Chân Lạp phải cầu cứu nhà Minh và quân Minh đã hai lần tiến vào Chiêm Thành (1408 và 1414) làm áp lực Chiêm Thành mới chịu rút quân. Mặc dầu vậy, quân Champa cũng chiếm được thị trấn Nagara Brah Kanda (thị xã Biên Hòa ngày nay).

Vào năm 1413 hoặc 1415 nhà Minh khiển trách Chiêm Ba Đích Lại vì hợp tác 2 mặt:
Năm thứ 11 (1413), vua lại sai cháu là Xá A Na Sa (舍阿那沙) vào cống. Binh bộ thượng thư Trần Hiệp (陳洽) tâu rằng: “Khi khởi binh đánh giặc họ Lê (Quý Lý) và Trần Quý Khoách (陳季擴 Trùng Quang Đế), vua Chiêm Thành tuy nghe lệnh xuất binh, nhưng thực lòng hai mặt, muốn giữ quan hệ môi răng, do dự quan sát, chậm trễ không tiến. Đến khi tiến đến Hóa Châu thì cướp bóc dữ dội, lại đem vàng bạc, voi chiến giúp Trần Quý Khoách. Quý Khoách đáp lại bằng mỹ nữ, lại hẹn với cậu là Trần Ông Đĩnh (陳翁挺) cùng hơn 30.000 người làm bè đảng, xâm chiếm 4 châu 12 huyện thuộc phủ Thăng Hoa. Tội ấy ngang với Giao Chỉ, xin phát binh đánh.”

Hoàng thượng cho rằng đường xuất binh phải qua Giao Chỉ, mà dân Giao đang yên ổn làm ăn, không nỡ dùng binh khiến họ vất vả cung ứng. Chỉ sai sứ mang chiếu thư đến dụ Chiêm Ba Đích Lại (占巴的賴) mà thôi.
Ngày 1-4-1414, nhà Minh phải cử sứ giả hộ tống sứ đoàn Chân Lạp của vua Can-lie Zhao Ping-ya về nước vì họ bị Chiêm Thành tấn công. Nhà Minh gửi chiếu răn đê Chiêm Ba Đích Lại. 3-11-1416, Chiêm Thành sai sứ sang tạ tội.
Năm 1428, Lê Lợi đuổi được quân Minh ra khỏi lãnh thổ và lên ngôi vua. Trước thế lực của nhà Lê, Indravarman VI đành trả lại những vùng đất đã chiếm dưới thời nhà Minh.

### Cuối đời
Năm 1441 khi Indravarman VI băng hà, triều thần quyết định không tấn tôn con ông là Ngauk Klaung Vijaya, mà đưa người cháu thúc bá của vua Trà Hòa là Maha Kali lên thay nhằm phục hồi dòng chính thống của Vijaya:114–115.
Theo Minh thực lục:
Ngày 2-7-1441, vua nước Chiêm Thành (占城) là Chiêm Ba Địch Lại (占巴的賴) băng hà, cháu là Ma Ha Bí Cai (摩訶賁該) theo di chiếu của vua, sai cháu nội là Thuật Đề Khôn (述提昆) dâng biểu vào triều, cống nạp vật phẩm và xin ân chuẩn nối ngôi.